# Parepierus chaostrius
Parepierus chaostrius är en skalbaggsart som beskrevs av Cooman 1935. Parepierus chaostrius ingår i släktet Parepierus och familjen stumpbaggar. Inga underarter finns listade i Catalogue of Life.